# Deva (godheid)

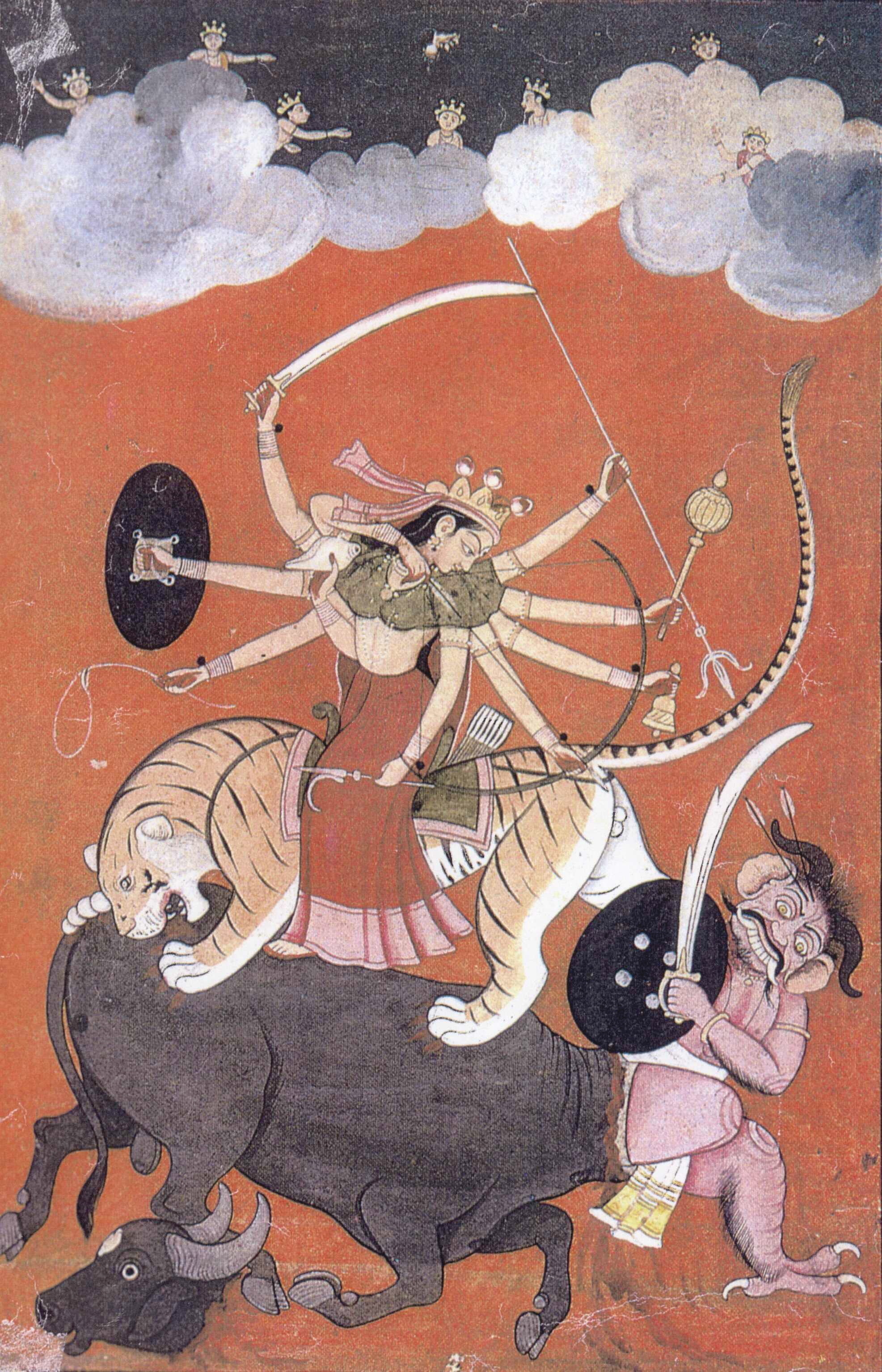
Godin Durga (op haar vahana Dawon) vecht met Mahishasura (de buffel-demon), de Deva's zitten in de wolken, 18e eeuw

Een deva (Pali en Sanskriet) is een god of goddelijk wezen in het hindoeïsme, boeddhisme en het jaïnisme. Het woord deva is gerelateerd aan het Griekse Theos en het Latijnse Deus, maar verwijst in het Pali en Sanskriet naar alle wezens die op een hoger bestaansniveau leven dan mensen. Tot de deva's behoren dus zowel engelen als goden als God en Brahma. Soms wordt ook de term devata gebruikt.
Er zijn deva's in alle drie de sferen van bestaan van de boeddhistische kosmologie: de Sfeer der Geneugten, de Sfeer der Vormen en de Vormloze Sfeer. Er is in het boeddhisme een grote diversiteit aan deva's en er worden diverse niveaus onderscheiden. Sommige deva's in de Sfeer der Geneugten kunnen soms slechte bedoelingen hebben. In het hindoeïsme is de verscheidenheid aan deva's ook erg groot.
Wezens die in een hel of als een spook leven worden niet tot de deva's gerekend, omdat hun bestaan gekenmerkt wordt door pijn en lijden en als een slechtere staat dan de menselijke wordt gezien. Dit wordt verklaard door de werking van karma, waardoor ze als levende wezens wedergeboren worden in de verschillende bestaanswerelden, zoals hemel of hel, en pas wanneer zij verlost zijn verkeren ze in nirwana, wat een bevrijding van de cycli van wedergeboorten betekent.

## Bekende deva's
De Catummaharajika-deva's is de klasse van deva's die het dichtst tegen de mensenwereld aanligt. Andere vaak in de Pali-canon genoemde klassen van deva's zijn de Tavatimsa-deva's, de Tusita-deva's en de goden van de Brahma-werelden (zoals Maha Brahma en Baka Brahma).
De bekendste deva's in het boeddhisme zijn Sakka, Mara en Brahma Sahampati. Sakka en Brahma Sahampati beschouwden zichzelf als discipelen van de Boeddha en hadden veel respect voor hem. Mara daarentegen was de grootste tegenstander en tegenpool van de Boeddha; hij probeerde te voorkomen en te verhinderen dat de Boeddha en zijn discipelen het nirwana bereikten.

## Deva's en Asura's
De deva's (goden) leverden onder leiding van Indra, de koning van de deva's, een strijd met de asura's ('demonen'), die aangevoerd werden door Vritra. Indra overwint uiteindelijk Vritra, maar door een list te gebruiken en Indra wordt daarvoor naderhand gestraft.
De groepen staan tegenover elkaar bij het karnen van de Melkoceaan.

## Mensen en deva's
Deva's zouden een grote invloed op mensen uitoefenen en veel mensen willen daarom de deva's te vriend houden of verzoeken hun om gunsten. Deva's kunnen door de meeste mensen niet waargenomen worden, maar sommige mensen zouden er aanleg voor hebben en deva's van nature makkelijker opmerken. Volgens het boeddhisme is een mogelijke oorzaak hiervoor dat deze mensen in een recent leven zelf deva's waren en daardoor in het huidige leven onbewust een nauwere band met de deva's onderhouden. In de wereld van de mens volgens de hindoe is elk wezen die een ander een onbaatzuchtige dienst bewijst in naam van god een deva, het zij mens, dier of astraal.
Indien iemand gelooft dat deva's definitief níet bestaan, is het mogelijk dat men zich mentaal voor de aanwezigheid van deva's afsluit en ze daarom niet opmerkt. Ook iemands persoonlijkheid en levensstijl zijn van invloed; over het algemeen zullen mensen met een meer simpel of eenvoudig karakter sneller deva's opmerken dan mensen die een gejaagd en hectisch leven leiden. Ook voor iemand die voornamelijk in zijn (conceptuele) gedachtewereld leeft, of een materialistische instelling heeft, kan het moeilijker zijn om deva's te zien.
Wanneer de geest meer kundig in meditatie is, wordt zij vaak ook meer gevoelig voor de aanwezigheid van deva's en is de kans groter dat zij die vanzelf opmerkt; dit heet een Siddhi of bovennatuurlijke waarneming. Het is ook mogelijk om de geest specifiek te trainen om deva's te kunnen zien. In het boeddhisme wordt dit echter niet noodzakelijkerwijs aanbevolen.

## Deva's fotograferen
Met de huidige digitale fotoapparatuur is het volgens sommige mensen (veelal New Age aanhangers) mogelijk om deva's te fotograferen, iets wat bij ouderwetse fotoapparaten spookbeeld werd genoemd. De deva's zouden door de digitale fotoapparatuur geregistreerd worden als veelal kleine bollen licht, waar soms ook grotere bollen tussen zitten. In de fotografische wereld worden deze bollen 'orbs' genoemd. Op de foto's hebben deze bollen diverse kleuren: veelal wit, lichtgeel, lichtgroen en lichtoranje. Vooral in spirituele plaatsen, en tijdens religieuze ceremonies, meent men met fotoapparatuur de aanwezigheid van deva's te registreren. Niet alle orbs worden als deva's gezien; de grote meerderheid van de orbs zijn reflecties die de flits maakt in stof- en water-deeltjes in de lucht. Het is niet wetenschappelijk bewezen dat er werkelijk opnames van deva's bestaan.